# Formica subnitens
Formica subnitens é uma espécie de formiga do gênero Formica, pertencente à subfamília Formicinae.